# Nueva Germania
Nueva Germania (Spaans voor "Nieuw Duitsland") is een gemeente (in Paraguay un distrito genoemd) binnen het departement San Pedro in Paraguay. Het district werd op 23 augustus 1887 gesticht als een Duitse kolonie. De oprichter was Bernhard Förster, de echtgenoot van Elisabeth Förster-Nietzsche, de zus van de Duitse filosoof Friedrich Nietzsche.

## Eugenetica
De bedoeling van Förster was een modelgemeenschap te stichten in de Nieuwe Wereld en daar de Duitse superioriteit te tonen. Daartoe koos Elisabeth Förster in 1886 geschikte 'exemplaren' uit Saksen. De gemeenschap zou door zijn genetische superioriteit de kern vormen van een superras, in navolging van het gedachtegoed der eugenetica dat Francis Galton sinds 1869 had ontwikkeld. Het idee voor de kolonie zou afkomstig geweest zijn van Richard Wagner.
In het district bevinden zich nog veel overblijfselen van de Duitse kolonisten. Er is ook een museum dat herinneringen aan de stichting tentoonstelt.

## Bekendheid
Het district ligt afgelegen in het midden van Paraguay, op ongeveer 300 kilometer van de hoofdstad Asunción.
Hedendaagse bewoners zijn onder andere de Californische orkestdirigent David Woodard.